# Marc Clotet
Marc Clotet, właśc. Marc Clotet Fresquet (ur. 29 kwietnia 1980 w Barcelonie) – hiszpański aktor filmowy i telewizyjny.

## Filmografia

### Filmy
| Rok  | Tytuł                             | Rola          | Źr.   |
| ---- | --------------------------------- | ------------- | ----- |
| 2011 | Uśpiony głos (La voz dormida)     | Paulino       | [ 1 ] |
| 2012 | Gernika bajo las bombas           | Ángel         | [ 2 ] |
| 2013 | La estrella                       | Salva         | [ 3 ] |
| 2017 | Szachista (El jugador de ajedrez) | Diego Padilla | [ 4 ] |